# مورارو
مورارو (به ایتالیایی: Moraro) یک کومونه در ایتالیا است که در استان گوریتزیا واقع شده‌است.

## خصوصیات
مورارو ۳٫۵ کیلومترمربع مساحت و ۷۱۲ نفر جمعیت دارد و ۴۴ متر بالاتر از سطح دریا واقع شده‌است.